# Encolpius fimbriatus
Encolpius fimbriatus är en spindelart som beskrevs av Jocelyn Crane 1943. 
Encolpius fimbriatus ingår i släktet Encolpius och familjen hoppspindlar. Inga underarter finns listade i Catalogue of Life.